# Sitiveni Moceidreke
Sitiveni Moceidreke (ur. 1 czerwca 1937 w Yako, zm. w listopadzie 2023) – fidżyjski lekkoatleta, olimpijczyk.

## Kariera
Wystąpił jako jeden z dwóch Fidżyjczyków na Letnich Igrzyskach Olimpijskich 1960 (obok Mesulame Rakuro). Wystartował w  biegu na 100 m i biegu na 200 m. Na krótszym dystansie awansował do fazy ćwierćfinałowej, w której osiągnął czas 10,85 (był to 19. wynik wśród 27 ćwierćfinalistów). Bieg na 200 m przebiegł w czasie 21,97 – w wyścigu eliminacyjnym wyprzedził Austriaka Elmara Kunauera, zaś w całych eliminacjach jego czas był 43. rezultatem (wśród 62 startujących zawodników).
W 1962 roku uczestniczył w igrzyskach Imperium Brytyjskiego i Wspólnoty Brytyjskiej. Odpadł w fazie ćwierćfinałowej biegu na 100 jardów (10,2) i wyścigu na 220 jardów (23,2).
Wziął udział w pierwszych igrzyskach Południowego Pacyfiku (1963). Nie ukończył finałowego biegu na 100 m i odpadł w półfinale biegu na 200 m (22,6). W sztafecie 4 × 100 m zdobył brązowy medal (43,3). Podczas igrzysk w 1966 roku dotarł do finału biegu na 100 m (7. miejsce), natomiast na dystansie 200 m stanął na trzecim stopniu podium (22,8).
Rekordy życiowe: bieg na 100 m – 10,85 (1960), bieg na 200 m – 21,97 (1960).